# Kalanchoe pinnata
Kalanchoe pinnata är en fetbladsväxtart som först beskrevs av Jean-Baptiste de Lamarck, och fick sitt nu gällande namn av Christiaan Hendrik Persoon. Kalanchoe pinnata ingår i släktet Kalanchoe och familjen fetbladsväxter. Inga underarter finns listade i Catalogue of Life.

## Bildgalleri

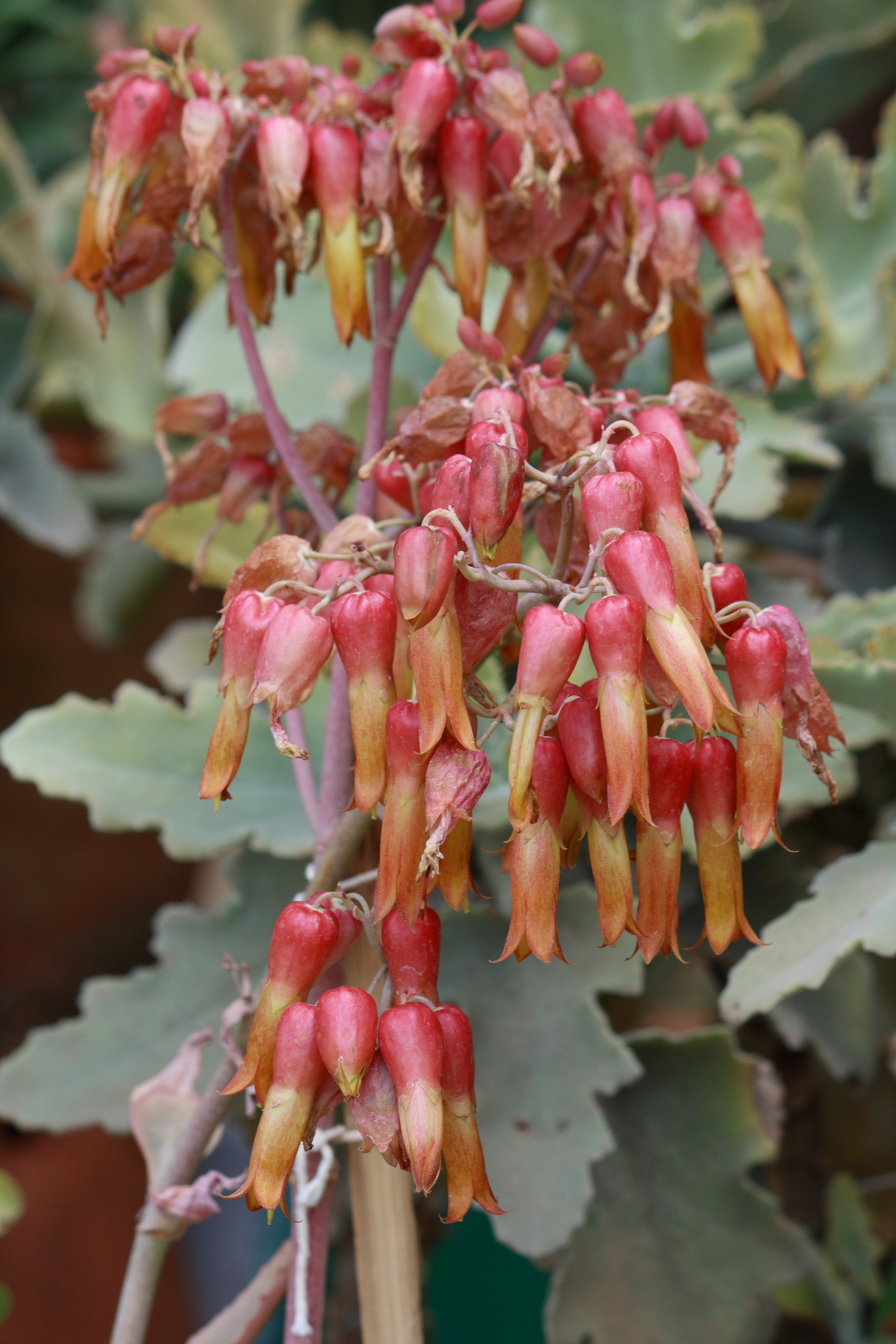